# Zapadni raskol
Zapadni raskol ili Zapadna šizma (1378. – 1417.) je podjela nastala u Katoličkoj Crkvi 1378. Pritom nije bilo nikakvog dokrinalnog razloga raskola, nego su povod predstavljali različiti politički interesi. Podjela je razriješena koncilom u Konstanzu 1417.

## Početak raskola
Raskol je nastao zbog povratka papa iz Avignona u Rim. Grgur XI. je okončao avinjonsko papinstvo povratkom u Rim 1378. Kad je umro, okupljeni kardinali su birali novog papu. Građani Rima su se pobunili, jer su se bojali da će kardinali izabrati Francuza za papu, jer je veliki dio njih i bio iz Francuske, a imenovali su ih prethodni francuski pape. Pod pritiskom mnoštva kardinali biraju 1378. Talijana Bartolomea Prignanija, nadbiskupa Barija, koji uzima ime Urban VI.
Novi se papa svojom naglom naravi zamjera kardinalima, pa se oni premještaju iz Rima u Fondi, gdje 20. listopada 1378. izabiru Roberta, kneza od Ženeve, kao protupapu Klementa VII. koji potom uspostavlja svoje sjedište ponovno u Avignonu.
Premda su dotad postojali pape i protupape, sada su prvi put obojica papa izabrani od legitimnih vođa crkve, tj. od kardinala, premda Klement nije izabran na kanonski legitiman način, pa se stoga upravo njega ubraja među protupape.
Crkvena je podjela ubrzo dovela i do političkih podjela, jer su vladari po Europi trebali izabrati kojega papu će podržati. Avinjonskog protupapu podržali su: Francuska, Aragon, Kastilja, Cipar, Burgundija, Savoja, Napulj i Škotska. Rimskog papu podržali su: Danska, Engleska, Nizozemska, Sveto Rimsko Carstvo, Ugarska, sjeverna Italija, Irska, Norveška, Poljska i Švedska.

## Nastavak raskola
Zbog tako zapletenih političkih odnosa, raskol je nastavljen i nakon smrti obojice suparnika. Tako je Bonifacije IX. postao 1389. papa u Rimu, a Benedikt XIII. 1394. protupapa u Avignonu. Nakon Bonifacijeve smrti, kardinali rimske struje ponudili su da neće sami birati novog papu odrekne li se Benedikt svoje službe. Nakon njegova odbijanja, pristupaju izboru sljedećeg pape u Rimu, koji uzima ime Inocent VII.
Kardinali se u takvoj situaciji 1408. okupljaju na Saboru u Pisi, kako bi riješili problem raskola, te izabiru Aleksandra V. za novog papu, a Grgura XII. u Rimu i Benedikta XIII. u Avignonu proglašavaju svrgnutima. Novi papa okrunjen je 26. lipnja 1409., no, umjesto da označi kraj Zapadnog raskola, postao je treći papa, kao suparnik prethodnoj dvojici. Njega 1410. nasljeđuje Ivan XXIII.

## Kraj raskola
Konačno, na Saboru u Konstanzu 1417. Ivan XXIII. i Benedikt XIII. bivaju svrgnuti, Grgur XII. daje ostavku, a Martin V. postaje novi papa, nastavljajući, nakon Grgura XII. rimski niz papa. Sabor u Konstanzu (za razliku od onog u Pisi) smatra se pravovaljanim saborom, jer ga je priznao papa Grgur XII.
Od tada je u Katoličkoj Crkvi ipak i izričito naglašeno da ekumenski sabor ne može smijeniti papu. Izbor pape može poništiti jedino sam papa, baš kao što je to u ovom slučaju učinio Grgur XII.

## Poveznice
| Portal:Kršćanstvo | Portal: Kršćanstvo |

- Popis papa
- Protupapa
- Ekumenski sabor